# Antisemitenliga
Cet article possède un paronyme, voir Ligue antisémitique de France.

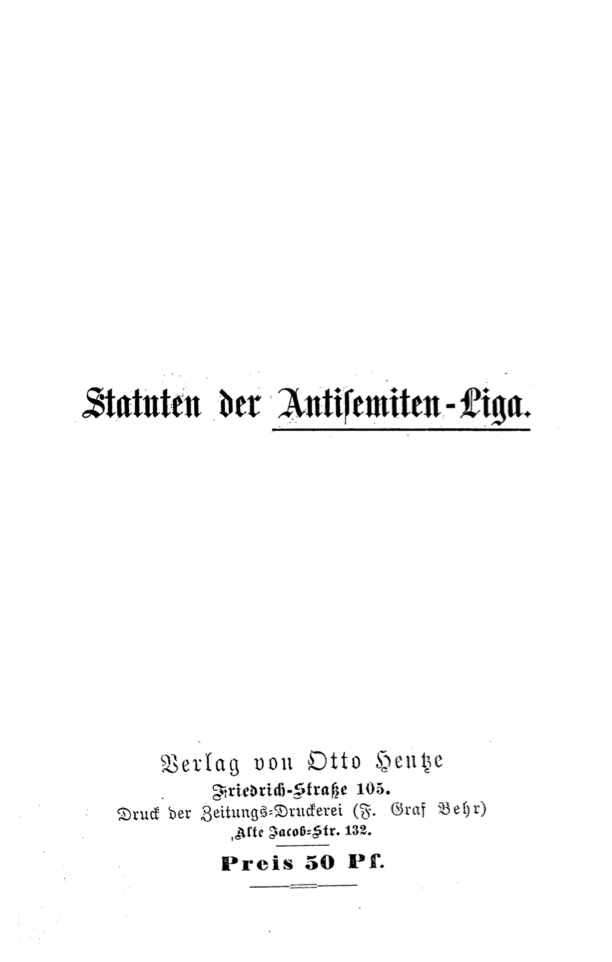
Première page des statuts.

L’Antisemitenliga en français : « Ligue antisémite » est la première association politique à réunir les antisémites au sein de l'Empire allemand. Elle est également la première à faire du terme « Antisémitisme » un slogan et un programme politique. Fondée à Berlin le 26 septembre 1879 par le journaliste Wilhelm Marr, créateur du terme antisémitisme, elle dure jusqu'à la fin des années 1880.